# Sinjajevina
Sinjajevina je planina u sjevernoj Crnoj Gori smještena jugoistočno od Durmitora. Okružuju je rijeke Tara, Morača, Bukovica i Tusinja.
Građena je od paleozoičkih i mezozoičkih vapnenaca i mjestimice od mlađih eruptivnih stijena. 
Najviši vrh je Babji zub koji se nalazi na 2277 m. 
Na planini ima visoko-planinskih pašnjaka.
Ostali značajni vrhovi su:
- Jablanov vrh (2203 m)
- Gradište (2174 m)
- Sto (2172 m)
- Savina greda (2101 m)
- Veliki pećarac (2042 m)
- Veliki starac (2022 m)
- Babin vrh (2013 m)
- Sto (1959 m)
- Korman (1923 m)
- Mali starac (1921 m)

## Vanjske poveznice
- Sinjajevina
- SummitPost.org